# Michaelskirche (Oberböbingen)

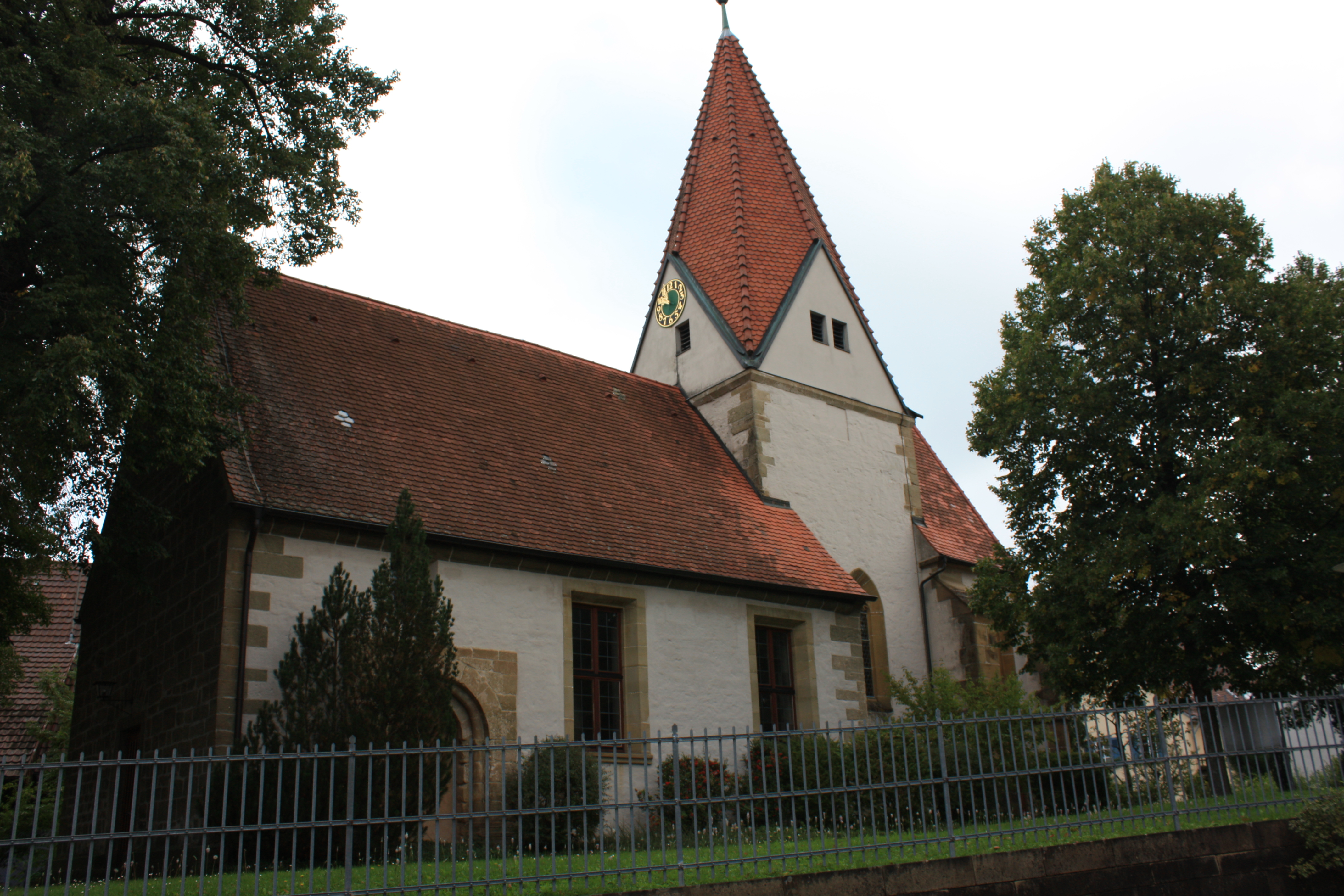
Michaelskirche (Oberböbingen)

Die evangelische Michaelskirche steht in Oberböbingen, einem Gemeindeteil von Böbingen an der Rems im Ostalbkreis in Baden-Württemberg. Das Bauwerk ist beim Landesamt für Denkmalpflege Baden-Württemberg als Baudenkmal eingetragen. Die Kirchengemeinde gehört zum Kirchenbezirk Schwäbisch Gmünd der Evangelischen Landeskirche in Württemberg.

## Beschreibung
Die geostete spätgotische Saalkirche ist auf eine romanische Kapelle aus dem 13. Jahrhundert zurückzuführen. Sie besteht aus einem Chorturm und einem von Strebepfeilern gestützten Chor im Osten, dessen Innenraum mit einem Netzgewölbe überspannt ist. An den Chorturm wurde im 15. Jahrhundert nach Westen das flachgedeckte Langhaus angebaut. Im Glockenstuhl des Chorturms hängen vier Kirchenglocken.